# 基督徒會堂
基督徒會堂（The Christian Tabernacle）是1937年由著名傳道人王明道於北京創辦的中国基督教新教獨立教會。

## 歷史
- 1925年，王明道開辦家庭教會聚會和外出佈道。
- 1937年，北京的「基督徒會堂」 落成。[2]
- 1942年，佔領中國華北的日本軍部要求所有華北地區的教會加入由他們管轄的「華北基督教聯合促進會」，否則遭受封閉的虞。 王明道創辦的北京「基督徒會堂」拒絕此要求。 後來他與日方官員交涉，最終日方不強人所難。
- 1949年，北京的「基督徒會堂」聚會人數約為七、八百人，是當時具有相當規模的教會。[3]

## 外部連結
- 基督徒會堂 （页面存档备份，存于）
- 基督徒會堂, 香港